# 乳头矫正器
乳头矫正器，又叫乳头内陷矫正器，是一种矫正内陷乳头的简易装置的总称。
乳头矫正器利用真空负压原理和皮肤牵引扩张术原理，持续牵拉内陷乳头，延长乳腺管，乳头平滑肌，乳头乳晕下结缔组织，提供了非手术矫正乳头内陷的途径。